# هاتف ذكي قابل للطي
الهاتف الذكي القابل للطي هو شكل من أشكال الهواتف الذكية، والذي يسمح بالوصول إلى شاشة أكبر على شكل جهاز لوحي أو هاتف لوحي عند الحاجة من خلال فتح الجهاز، مع الحفاظ على بصمة ووظائف مماثلة أو أصغر لهاتف ذكي قياسي عند طيه (عادةً على طول خط عمودي) محور). قد تلتف الشاشة حول الجزء الخلفي من الجهاز عند طيها (كما هو الحال مع رويول فليكس باي وهواوي ميت اكس)، أو استخدام تصميم يشبه الكتيب حيث توجد الشاشة الكبيرة المطوية في الداخل، وشاشة على يسمح «الغلاف» للمستخدم بالتفاعل مع الجهاز دون فتحه (مثل سامسونج جالكسي فولد).
استخدمت سلائف المفهوم لوحات متعددة تعمل باللمس على مفصل بطريقة مماثلة، ولكن المصطلح حاليًا مرادف للتطبيقات التي تستخدم شاشة مرنة؛ تعود مفاهيم مثل هذه الأجهزة إلى وقت مبكر مثل مفهوم "Morph" من نوكيا (2008)، ومفهوم قدمته إلكترونيات سامسونج في عام 2013 (كجزء من مجموعة أكبر من المفاهيم التي تستخدم شاشات OLED المرنة)، في حين أن أول أداة قابلة للطي متوفرة تجاريًا بدأت الهواتف الذكية المزودة بشاشة OLED في الظهور في نوفمبر 2018.

## التاريخ

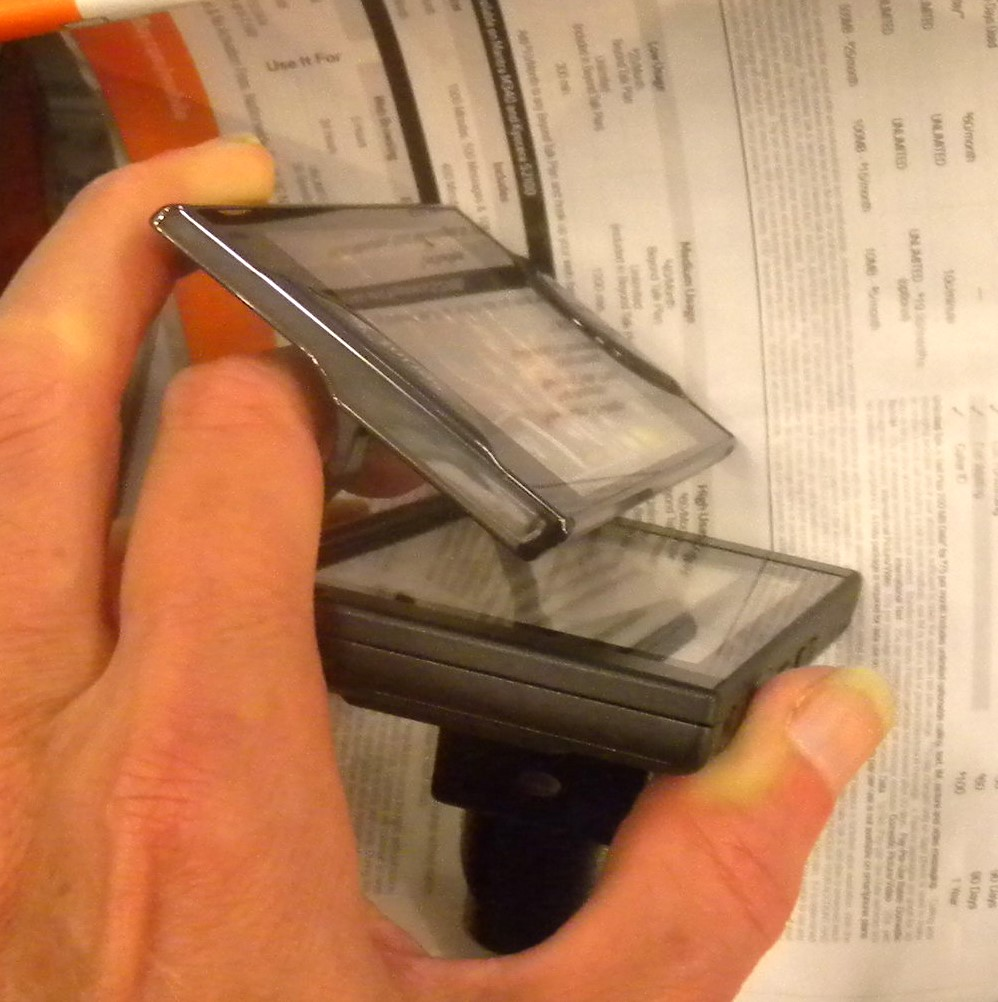
كانت Kyocera Echo مقدمة للجيل الحالي من الهواتف الذكية القابلة للطي.

في عام 2006، أظهرت فيليبس مفهومًا قابلاً للدخول وهاتف ذكي قابل للطي، Readius، في مؤتمر ملتقى عالم الهاتف النقال (MWC) الذي يعمل أيضًا كقارئ.
في عام 2008، قدمت نوكيا مفاهيم الرسوم المتحركة لجهاز مرن أطلق عليها اسم "Morph"، والذي كان له تصميم ثلاثي أضعاف يمكن أن ينحني في أشكال مختلفة، مثل جهاز كبير غير مكشوف، ووحدة بحجم الهاتف المميز، وسوار ذكي. في عام 2019 بأثر رجعي على هذا المفهوم، لاحظت CNET أن مورف يمكن اعتباره رائدًا للموجة الأولى من الهواتف القابلة للطي التي يتم إنتاجها تجاريًا، فضلاً عن عرض لإمكانيات المستقبل.
في عام 2011، أصدرت كيوسيرا هاتفًا ذكيًا بشاشة تعمل باللمس يعمل بنظام أندرويد يعمل باللمس ويعرف باسم «كيوكيرا آيشو»، والذي يتميز بزوج من شاشات اللمس مقاس 3.5 بوصة. عند طيها، استمرت الشاشة العلوية في مواجهة المستخدم أثناء تغطية الشاشة الثانوية. يمكن عرض تطبيقين فرديين على شاشات العرض، ويمكن أن يمتد تطبيق واحد عبرهما، في حين تضمنت تطبيقات معينة أيضًا تصميمات ثنائية «محسّنة». بعد ذلك بعامين، أصدرت إن إي سي Medias W في اليابان. على عكس Echo، يمكن طي الشاشة الثانوية خلف الهاتف. تم تدوير الكاميرا مع الشاشة بحيث يمكن أن يواجه المستشعر نفسه للأمام والخلف  في عام 2017، أصدرت زد تي إي جهاز Axon M بمفصلة مماثلة لـ Medias W. ZTE ذكرت أن الأجهزة الأكثر قوة للهواتف الذكية الحديثة، والتحسينات لتعدد المهام ودعم الكمبيوتر اللوحي على أندرويد، ساعد على تحسين هذه التجربة.
أتاح تطوير شاشات OLED الرفيعة والمرنة إمكانية وجود تصميمات وعوامل شكل جديدة. خلال معرض الإلكترونيات الاستهلاكية في عام 2013، قدمت شركة ساموسونج العديد من المفاهيم — التي تحمل الاسم الرمزي Youm — للهواتف الذكية التي تضم شاشات مرنة. أول مفهوم Youm يصنعه إلى نموذج إنتاج - سامسونج جالكسي نوت إيدج - كان عبارة عن جهاز به جزء من الشاشة يميل فوق الإطار الأيمن.
بدأت التكهنات المحيطة بتطوير الهواتف القابلة للطي باستخدام شاشات OLED في الظهور بسرعة أكبر في عام 2018. في يناير 2018، تم الإبلاغ عن حصول LG Electronics على براءة اختراع تصميم لهاتف ذكي قابل للطي. في وقت لاحق من شهر يونيو، تم الإبلاغ عن قيام شركة مايكروسوفت بتطوير جهاز مشابه كجزء من خط مايكروسوفت سارفيس الذي يحمل الاسم الرمزي "Andromeda"،  بينما قيل أيضًا أن سامسونج تقوم بتطوير مثل هذا الجهاز.
أطلقت شركة رويول الصينية أول هاتف ذكي قابل للطي تجاريًا بشاشة OLED الذي يحمل اسم «فليكس باي»، وهو أقرب في حجمه إلى جهاز لوحي ويمكن طوي شاشته إلى الداخل أثناء عمله. وقد أصبح هذا الجهاز متوفرا للبيع بالفعل على موقع الشركة الإلكتروني بسعر يبدأ من 1588 دولارا أميركيا، ويعتمد على شاشة بقياس 8.7 إنش، وعلى معالج «سناب دراغون 8150»، ونظام تشغيل يدعى Water OS. لكن نظام التشغيل المغمور هذا، يعني الكثير من الصعوبات للبحث عن تطبيقات متوافقة مع الجهاز. يتميز بشاشة عرض 7.8 بوصة واحدة قابلة للطي للخارج، تاركة الشاشة مكشوفة عند طيها. في وقت لاحق من ذلك الشهر كشفت سامسونج عن جهازها الذكي القابل للطي خلال مؤتمر خاص بالمطورين عقدته في سان فرانسيسكو بالولايات المتحدة الأميركية. وعرضت سامسونغ جهازها الذكي القابل للطي الذي يعتمد على تقنية «إنفينيتي فليكس» Infinity Flex، ويتحول من جهاز لوحي إلى هاتف عبر طي طرفي شاشته إلى الداخل. في قمة للمطورين، صرح نائب الرئيس للهندسة أندرويد ديف بيرك أن الإصدار التالي من المنصة سيوفر تحسينات وإرشادات ذات صلة بالأجهزة القابلة للطي، مع الاستفادة من الميزات الحالية. إن التصميم الذي اختارته سامسونغ لجهازها القابل للطي يشبه جهاز لوحي شبيه بالأجهزة التي توفرها حاليا في الأسواق، لكن هذا الجهاز يطوى إلى الداخل كما يغلق الدفتر، ويحتوي أحد وجهيه الخارجيين على شاشة أخرى، فيتحول إلى جهاز بحجم هاتف. يبلغ قياس الشاشة الداخلية لجهاز سامسونغ 7.3 إنش، بينما يبلغ قياس الشاشة الخارجية 4.5 إنش، وتعتمد الشاشتان على تقنية OLED المستخدمة في أحدث هواتف سامسونغ وآيفون التي تطورها شركة أبل.

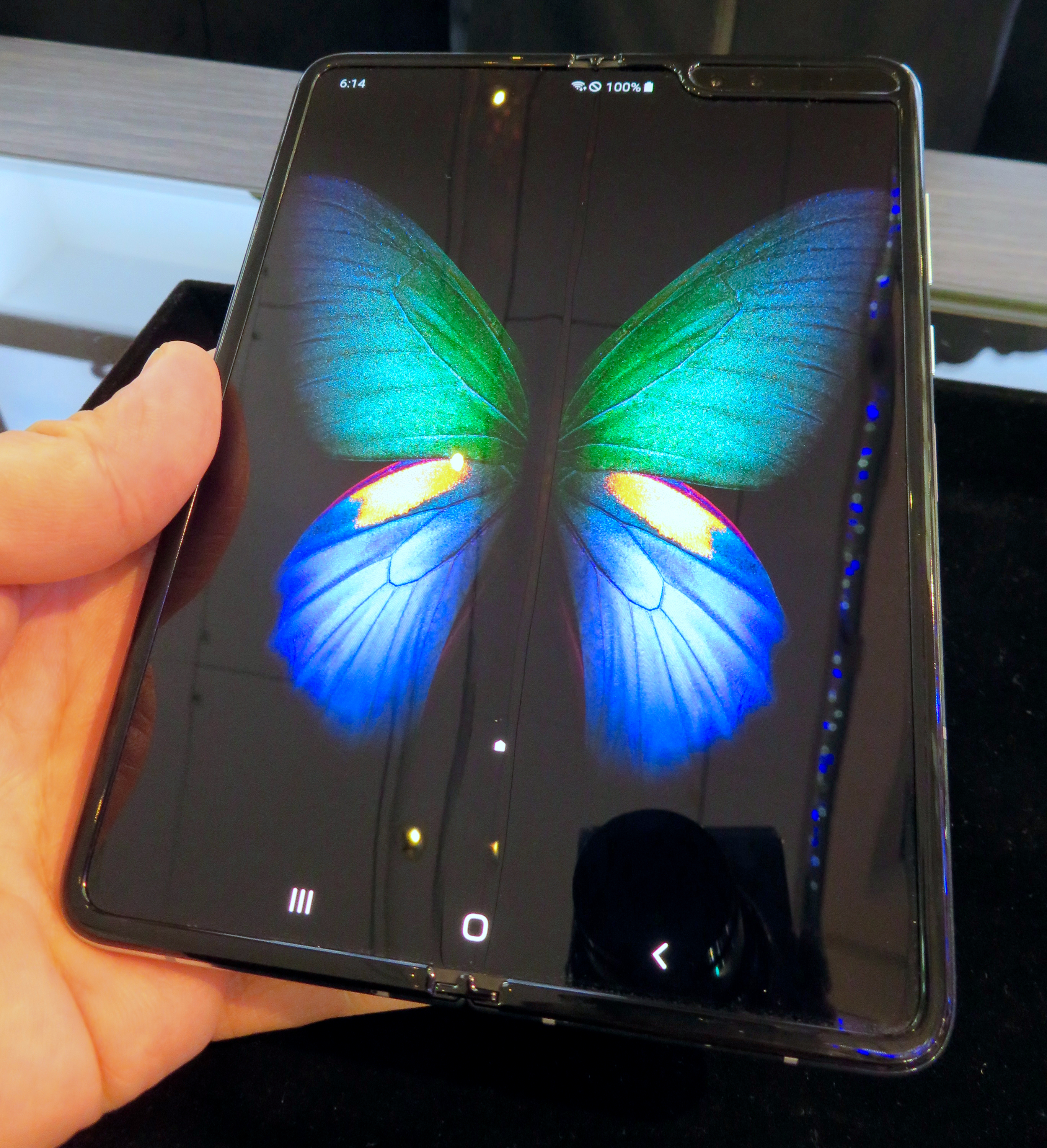
غالاكسي فولد عند فتحه

في يناير 2019، نشر الرئيس التنفيذي لشركة شاومي Lin Bin مقطع فيديو عن سينا ويبو، يعرضه وهو يعرض هاتفًا ذكيًا أوليًا مع لوحين يمكن طيهما إلى الداخل. كشفت شركة Samsung رسميًا عن Galaxy Fold خلال حدثها الإعلامي في ملتقى عالم الهاتف النقال في فبراير 2019. إلى جانب جلاكسي فولد، شهدت الاتفاقية أيضًا كشف النقاب عن الهواتف القابلة للطي الأخرى، مثل هواوي ميت اكس و  وتي سي إل التي تقدم مفاهيم مختلفة للنماذج الأولية تتميز بتكنولوجيا "DragonHinge" (بما في ذلك جهاز على غرار braclet). لم تكشف LG النقاب عن جهاز قابل للطي، مشيرة إلى الرغبة في التركيز أكثر على إعادة اكتساب حصتها في السوق في سوق الهواتف الذكية. ومع ذلك، فقد كشفت النقاب عن ملحق لحالة «الشاشة المزدوجة» لهاتفها الذكي LG V50، وهو غلاف على شكل ورقة تحتوي على لوحة عرض ثانوية بداخله.
أعربت شركات أخرى عن اهتمامها بالمفهوم، أو تلقت براءات اختراع عن التصاميم (مثل تطبيقات المفصلات والتصاميم الشاملة) المتعلقة بالهواتف القابلة للطي. حصلت موتورولا موبيليتي على براءات اختراع لهاتف ذكي قابل للطي أفقيا.
في أبريل 2019، قوبل الإطلاق الوشيك لسامسونج جالكسي فولد بمشاكل في الجودة من النقاد، بعد تقارير واسعة النطاق عن وحدات المراجعة التي تعاني من أشكال مختلفة من فشل العرض (في بعض الحالات بسبب الإزالة العرضية لطبقة بلاستيكية تهدف إلى حماية الشاشة في بدلا من الزجاج، جنبا إلى جنب مع الاخفاقات الأخرى). أجلت Samsung إصدار الجهاز إلى أجل غير مسمى، قائلة إنه يحتاج إلى وقت للتحقيق في حالات الفشل، وتحسين متانة الجهاز. قامت شركة Huawei أيضًا بتأخير ميي X، حيث ذكرت الشركة رغبتها في اتباع نهج «حذر» بسبب Galaxy Fold. تم إصدار Galaxy Fold في نهاية المطاف في سبتمبر 2019، وتم إصدار Mate X في نوفمبر من نفس العام. في نوفمبر 2019، كشفت موتورولا النقاب رسمياً عن موتورولا رازر الأفقي القابل للطي،  وتابعت شركة سامسونج في فبراير 2020 مع سامسونج جلاكسي زي فليب.

## آلية المفصلي
آلية المفصل هي الجزء الأكثر أهمية في الهاتف القابل للطي، ويمكن أن تكون الجزء الأول من الفشل، فضلاً عن كونه الجزء الذي يتطلب أعلى درجة من الحماية، لأن الجزيئات الصغيرة يمكن أن تلحق الضرر بالمفصل. في اختبار أجرته سي نت، استمرت مفصلات Galaxy Fold فقط مع 120,000 fold (أي ما يعادل 3 سنوات من الاستخدام) من 200,000 fold المعلن عنها (أي ما يعادل 5 سنوات من الاستخدام).

## عرض
اعتبارًا من عام 2019، تحتوي الهواتف الذكية القابلة للطي على شاشات مصنوعة من البلاستيك المرن، إلا أن الشركات تعمل على استبدال البلاستيك المرن بزجاج قابل للطي، وتتمثل المزايا المحتملة في التخلص من التجاعيد ومقاومة الخدش المتزايدة، ولكن العيب المحتمل هو الانقطاع بين مقاومة الصدمات (مقدار القوة التي يمكن أن يتحملها الزجاج بدون تكسير) ونصف قطر الانحناء (إلى أي مدى يمكن ثني الزجاج بإحكام دون تكسير). تتطلب دائرة نصف قطرها أصغر من الانحناء (على سبيل المثال، هاتف ذكي أرق من المعتاد) ورقة زجاجية أرق، نظرًا لانخفاض سمكها، لا تتمتع بقدر كبير من مقاومة الصدمات. هذا يمكن أن يعني أن الهواتف الذكية القابلة للطي ذات الشاشات الزجاجية يمكن أن تنكسر بسهولة عندما يتم إسقاطها. أبلغت شركة Corning أن عملية التبادل الأيوني المستخدمة في صناعة زجاج الغوريلا لا يمكن استخدامها لتصنيع الشاشات القابلة للطي لأن عملية التبادل الأيوني تضيف البوتاسيوم، مما قد يؤدي إلى إتلاف الترانزستورات المبنية مباشرة فوقه.

## عمر البطارية
يحتوي Motorola Razr القابل للطي، نظرًا لطبيعته القابلة للطي، على بطاريتين بسعة مجمعة تبلغ 2,510 مللي أمبير. يعتبر هذا منخفضًا بالنسبة للهواتف الذكية التي تم إصدارها في عام 2019، أما الهواتف الذكية الأخرى التي تشبه أحجامها الموجودة في Motorola Razr فتحتوي على بطاريات بسعة تصل إلى ضعف السعة.

## أداء
قد تختار الهواتف الذكية القابلة للطي، بسبب انخفاض سعة البطارية، استخدام معالجات الهاتف المحمول منخفضة الأداء في محاولة لزيادة عمر البطارية. يمكن أن يؤثر ذلك على أداء الجهاز وسهولة الاستخدام في حالات الاستخدام الشاقة للغاية، كما هو الحال في ألعاب الهواتف المحمولة شديدة الطلب.

## استقبال
تتوقع CNET أن الهواتف القابلة للطي لن تصبح شائعة حتى يتم تخفيض الأسعار. تتوقع TrendForce أن الهواتف القابلة للطي ستبدأ شهرتها في عام 2021.